# Richard Deinhardt
Richard Deinhardt (* 10. November 1865 in Niederzimmern; † 4. Oktober 1942 in Jena) war ein deutscher Jurist. Er war Richter und zuletzt Senatspräsident am Oberlandesgericht Jena.

## Leben und Wirken
Nach dem Schulbesuch unter anderem der Realschule I. Ordnung zu Weimar studierte er Rechtswissenschaft und war danach ab 1890 als Referendar am Amtsgericht Weimar, dann als Gerichtsassessor und später als großherzoglicher Amtsrichter in Weimar und ab 1904 als Oberlandesgerichtsrat, Richter und zuletzt als Senatspräsident am Oberlandesgericht Jena tätig. 1931 trat er in den Ruhestand. Während der Zeit des Nationalsozialismus in Deutschland wurde er verehrt für seinen „Kampf für ein deutsches Volksrecht“.

## Familie
Richard Deinhardts Tochter war die Tanzpädagogin Eva Maria Deinhardt (1896–1977), die in den 1920er Jahren recht erfolgreich als Ausdruckstänzerin durch das Deutsche Reich tourte. Auf sie geht das Evahaus in Loheland zurück, an dessen Bau Deinhardt mutmaßlich beteiligt gewesen ist.

## Schriften (Auswahl)
- Das weimarische Staatsbeamtengesetz. 1909.
- Erfahrungen und Anregungen zur Kunst der Rechtspflege. Jena 1909.
- Die praktische Assessorprobearbeit. Anleitung für die Referendare im Oberlandesgerichtsbezirk Jena. Vopelius, Jena 1914.
- (Hrsg.): Deutscher Rechtsfriede. Beiträge zur Neubelebung des Güteverfahrens. Scholl, Leipzig 1916.
- Das rechtliche Güteverfahren eine sittliche Forderung aus den Ideen von 1914. 1916.
- Volkstümliches Recht. Ein Mahnruf zu volkstümlichen Rechtswillen und zu deutscher Rechtsgestaltung. R. Voigtländers Verlag, Leipzig 1922.
- Ausdruck und Gedanke in deutscher Amtsstuben gegen die vertrocknete Tintenweis - für lebensfrische Muttersprache und eigne Wesensgestalt. 4. Aufl., G. Neuenhahn, Jena 1927.
- Die Sprache der deutschen Wiedergeburt. In: Muttersprache 48 (1933), Sp. 385–387.
- Gesetzeskunst und Wortgewalt [Prosa]. (im Deutschen Literaturarchiv Marbach)